# Пол, Лестон
Лестон Пол (англ. Leston Paul; 11 марта 1990 года, Маяро, Тринидад и Тобаго) — тринидадский футболист, полузащитник.

## Клубная карьера
Начинал свою взрослую карьеру в США. Там он учился в Южно-Флоридском университете, параллельно выступая за университетскую футбольную команду. Поле получения образования игрок вернулся на родину, где трижды выигрывал местный чемпионат с «Сентралом». В 2017—18 гг. он на время уезжал в Сальвадор, где выступал за клуб «Пасакина».
В конце 2018 года стало известно, что Лестон Пол вместе со своими соотечественниками Дуэйном Макеттом и Тристоном Ходжем заключил контракт с только образованным американским клубом «Мемфис 901», готовящемуся к старту в чемпионшипе ЮСЛ.

## Карьера в сборной
Пол привлекался в юношескую (участвовал в юношеском чемпионате мира 2007) и молодёжную (участвовал в молодёжном чемпионате мира 2009) сборные Тринидада и Тобаго.
За сборную Тринидада и Тобаго Лестон Пол дебютировал в рамках Карибского кубка в Ямайке. Дебют состоялся 10 октября в матче против Сент-Люсии, в котором его национальная команда одержала победу со счетом 2:0. На турнире тринидадцы завоевали серебро. В дальнейшем он стал неоднократно привлекаться в их ряды.

## Достижения

### Национальные
- Чемпион Тринидада и Тобаго (3): 2014/15, 2015/16, 2016/17.
- Обладатель Кубка лиги Тринидада и Тобаго (1): 2014.
- Обладатель Суперкубка Тринидада и Тобаго (1): 2014.

### Международные
- Победитель Карибского клубного чемпионата (2): 2015, 2016.
- Серебряный призёр Карибского кубка (2): 2015, 2014.